# Kozaci u Baranji i Slavoniji
Kozaci u Baranji i Slavoniji, etnička skupina koja se u kasnu jesen 1920. godine pojavljuje u Slavoniji i Baranji. Brojnost pripadnika etničke skupine koji su se povlačili bila je oko 136.000 Kozaka (vojne jedinice i znatan broj civilnih osoba). Povlačili su se pred Sovjetskom Rusijom, te se djelomično evakuirali s Krima u Tursku i Grčku. Dio njih, oko 5000 osoba, poslije je stigao u tadašnju  Kraljevinu SHS. U prvom transportu 1. lipnja 1921. godine, preko Soluna i Đevđelije, stiglo je 4000 osoba, a ostali su stigli u drugom transportu 9. lipnja iste godine.
Pristigli Kozaci stavljeni su na raspolaganje tadašnjem Ministarstvu javnih radova pa su upućeni na gradnju cesta i željezničkih pruga u Srbiji, Makedoniji, Bosni i Sloveniji ili su posao našli u rudniku pirita kod  Donjeg Milanovca.
"Poslije izgradnje željeznice u Sloveniji Kubanski gardijski divizion (oko 250 Kozaka) nastanio se 1924. godine u Baranji i Slavoniji, stupivši u punom sastavu u službu kod barona Viktora Gutmana, u šećeranu na Branjinom Brdu (!?) kod Belog Manastira i na pilanu u Belišću, kao i na rad u Državno dobro 'Belje'." (A. Arsenjev, str. 143).

## Kozačke stanice
Kozaci su u to vrijeme živjeli u kozačkim naseobinama koje su se zvale stanicama. Nekoliko ih je bilo na području Slavonije i Baranja i drugdje po Hrvatskoj:
- Bakarska kozačka grupa - Bakar (starješina Andrej Sliva)
- Belomanastirska kubanska kozačka stanica - Beli Manastir
- Zagrebačka općekozačka stanica - Zagreb (general-major Sergej Aleksandrovič Trailin, general-major Ivan Aleksejevič Poljakov)
- Zagrebački studentski općekozački majur - Zagreb (A. Đakov)
- Kneževovinogradska kubanska kozačka stanica - Kneževi Vinogradi (komandir kozačkog eskadrona Aslanov)
- Osječka kubanska kozačka stanica - Osijek (komandir P. V. Mihajlov)
- Topuska kozačka stanica - Topusko (admiral Anatolij Aleksejevič Kononov)

Kozačkih stanica bilo je i u mnogim drugim mjestima tadašnje države, najviše u Srbiji, ali i u Makedoniji i Bosni.